# Santa Clara, San Felipe Orizatlán
Santa Clara är en ort i Mexiko.   Den ligger i kommunen San Felipe Orizatlán och delstaten Hidalgo, i den sydöstra delen av landet, 220 km norr om huvudstaden Mexico City. Santa Clara ligger 92 meter över havet och antalet invånare är 157.
Terrängen runt Santa Clara är huvudsakligen platt, men söderut är den kuperad. Runt Santa Clara är det ganska tätbefolkat, med 129 invånare per kvadratkilometer. Närmaste större samhälle är Tampacan, 19,8 km väster om Santa Clara. Omgivningarna runt Santa Clara är en mosaik av jordbruksmark och naturlig växtlighet.